# 馬瑞芳
馬 瑞芳（ば ずいほう、1942年 - ）は、中華人民共和国の文学研究者、作家。山東大学文学新聞伝播学院教授。

## 経歴
- 1942年、中華民国山東省青州市に生まれる。

- 文化大革命前夜の1965年、山東大学中文系を卒業。

- 1980年、蒲松齢研究を始める[3]。

- 2005年、中国中央テレビの番組「百家講壇」で『馬瑞芳説聊斎』というシリーズレクチャーを行った。

- 現在は山東大学文学新聞伝播学院教授、古代文学専業博士生導師、古代文学学科学術帯頭人、中国作家協会全国委員会委員、中国紅学会常務理事、復旦大学古代文学研究基地学術委員、山東省作家協会副主席、山東省人大常委。

## 著書
- (中国語) 『煎餅花児』. (2008). ISBN 9787506341332
- (中国語) 『幻由人生——蒲松齢伝』. 作家出版社. (2014). ISBN 9787506374408
- (中国語) 『馬瑞芳趣話金瓶梅』. 上海文芸出版社. (2011). ISBN 9787532141579
- (中国語) 『馬瑞芳読紅楼夢』. 上海文芸出版社. (2010). ISBN 9787532137817
- (中国語) 『漏洩春光有柳条』. 山東文芸出版社. (2004). ISBN 7532922413
- (中国語) 『馬瑞芳趣話紅楼夢』. 上海文芸出版社. (2008). ISBN 9787532133635
- (中国語) 『馬瑞芳趣話聊斎愛情』. 上海文芸出版社. (2010). ISBN 9787532137923
- (中国語) 『馬瑞芳掲秘聊斎誌異』. 東方出版社. (2006). ISBN 9787506025058
- (中国語) 『狐鬼と人間：解読奇書聊斎誌異』. 当代中国出版社. (2007). ISBN 9787801705969
- (中国語) 『故郷の柳絲』. 寧夏人民出版社. (2012). ISBN 9787227051626
- (中国語) 『紅楼夢風情譚』. 商務印書館. (2013). ISBN 9787100092203
- (中国語) 『金瓶梅風情譚』. 商務印書館. (2013). ISBN 9787100092500
- (中国語) 『馬瑞芳評説聊斎之官場』. 安徽文芸出版社. (2014). ISBN 9787539648132
- (中国語) 『馬瑞芳評説聊斎之情場』. 安徽文芸出版社. (2014). ISBN 9787539648149